# Петрункевич, Иван Ильич
Иван Ильич Петрункевич (23 декабря 1843 [4 января 1844], Плиски (Борзнянский район),Черниговская губерния — 14 июня 1928, Прага, Чехословакия) — юрист, один из лидеров земского движения, российский политический деятель, видный член кадетской партии. Член Государственной думы I созыва (1906).

## Биография
Из потомственной дворянской семьи. Отец — Илья Яковлевич Петрункевич (1808—1888) (на 1858 г.: Борзенский уездный судья коллежский асессор (с 1856 г.) при жаловании 336 руб., имел знак отличия за XV л. беспорочной службы в 1853 г.). Мать — Анастасия Мартьяновна Петрункевич (в девичестве Рубан).
В 1882 женился на Анастасии Сергеевне Паниной (урожденной Мальцовой) (1850—1932), став отчимом графини Софьи Паниной.

### Ранние годы
Окончил Киевский кадетский корпус (1861), затем — юридический факультет Санкт-Петербургского университета (1866). В 1868 году был выбран уездным, а затем и губернским (1886) гласным черниговского земства. В 1869 избирают участковым мировым судьёй, а с 1871 — председателем съезда мировых судей.

### Земский деятель
За годы служения в черниговском съезде Петрункевич заработал репутацию сторонника либеральных преобразований. Организатор нелегальных земских съездов 1870-х годов. В декабре 1878 года участвовал в юбилейном вечере в честь украинского писателя Г. Ф. Квитко-Основьяненко (1778—1843). На этой встрече он призвал «к коренной реформе», так как нынешний строй «не соответствует ни достоинству русского народа, ни интересам великого государства». Во время этих торжеств участвовал в совещании с южной группой террористов с предложением остановить террор, чтобы дать земцам возможность поднять общественность на открытый протест против правительственной внутренней политики. За свои резкие заявления и попытку в январе 1879 выступить на сессии Черниговского губернского земского собрания с политической речью сослан в апреле 1879 в г. Варнавин Костромской губернии. Летом 1880 г. Петрункевич получил официальное предложение выбрать себе место жительства в одном из трех городов — Владимир, Ярославль или Смоленск, — где бы он оставался под надзором полиции. Петрункевич остановился на Смоленске и летом же переехал туда. Там, оставаясь все три года под пристальным наблюдением полиции, он работал в местной газете «Смоленский вестник», занимаясь написанием статей, редакцией присылаемых материалов и т. д.
Только в середине 1883 г. Петрункевичу стало известно, что комиссия, рассматривающая дела административных ссыльных, определила ему пятилетний срок, однако ему было предоставлено право избрать для жительства любой город за исключением столиц. Петрункевич выбрал Тверь, где жили его брат и очень близкая ему семья братьев Бакуниных и откуда было недалеко до Москвы и Петербурга.
В 1886 вернулся в Чернигов и вновь стал гласным черниговского губернского земства. Отбыв более семи лет в ссылке, Петрункевич после полутора месяцев свободы был снова выслан из пределов пяти малороссийских губерний. И он опять перебрался в Тверь.
Позднее купил участок земли в Новоторжском уезде Тверской губернии и там же избрался уездным земским гласным (1890). В 1890-е гг. жил преимущественно в Москве, в 1897—1905 гг. в своём имении Машук. В 1903 г. по распоряжению Плеве были проведены ревизии в ряде губерний, в том числе и в Тверской. В результате Новоторжское земство было упразднено, а уездная земская управа отправлена в отставку. Земские гласные, в том числе и Петрункевич, были высланы из пределов Тверской губернии. Прожив несколько дней в Москве, Петрункевич с женой выехал в Крым.

### Либеральный политик
В начале нового XX века Петрункевич участвовал в попытках земцев добиться разрешения от правительства на издание либерального печатного органа. Поддержал журнал «Освобождение» (1902—1905), вынужденный выходить за границей, печатался в нём. Участвовал в 1903 г. в учредительном съезде «Союза освобождения» в Шаффхаузене (Швейцария), бессменный его председатель с 1904 по 1905 гг. (избран заочно, так как находился в ссылке с 1903 года). Он был одним из инициаторов «Союза земцев-конституционалистов» (1903—1905 гг.). По возвращении из ссылки осенью 1904 года председательствовал в столице на нескольких заседаниях первого легального земского съезда в ноябре того же года, который потребовал народного представительства и конституции. В 1904 выступил с осуждением русско-японской войны.
Участник всех земских съездов 1905 года. Председательствовал на первом съезде «Союза союзов» в мае 1905 года. Осенью 1905, в разгар первой русской революции, стал одним из основателей Конституционно-демократической партии (Партии народной свободы), активно участвует в работе партии как член Центрального комитета, с 1909 по 1915 годы председатель её ЦК.
Петрункевич был активным либеральным публицистом, печатался в газете «Право», журнале «Полярная звезда». В 1906 Петрункевич учреждает печатный орган Партии народной свободы — газету «Речь».

### Член Государственной думы
Петрункевич был избран в 1-ю Государственную думу 26 марта 1906 г. выборщиками Тверского губернского избирательного собрания. После роспуска Первой Думы был в числе депутатов, подписавших Выборгское воззвание. По решению суда он был лишен избирательного права и приговорен к трем месяцам тюрьмы. После выхода на свободу, постепенно отошел от активной политической деятельности, подолгу живя в Гаспре, крымском имении жены.

### Эмиграция
В 1919 году Петрункевич, негативно относившийся к политике большевиков, выехал в Афины. Первые два года эмиграции жил во Франции, затем перебрался в Швейцарию (1921—1924), последние годы жил в Праге.
Похоронен там же на Ольшанском кладбище.
Посмертно в Праге в 1934 году вышли мемуары Петрункевича «Из записок общественного деятеля».

## Семья
- Сестра — Вера Ильинична в замужестве Кандыба (1839—?)
- Сестра — Клеопатра Ильинична Петрункевич (1841—?)
- Брат — Михаил Ильич Петрункевич (1845—1912), врач, гласный Тверской городской думы, член Государственной думы I созыва в составе конституционно-демократической фракции.
- Брат — Николай Ильич Петрункевич (?—?)
- Мать старшего сына ?
  - Старший сын — Михаил Иванович Петрункевич (1868—1942), женат на Елизавете Ильиничне Бакуниной (1868—1921), сестре А. И. Бакунина, по одним источникам он сын первой жены, Анны Петровны[4], по другим Анастасии Сергеевны[5].
- Первая жена — Анна Петровна Петрункевич (1849[4]—не ранее 1922), урождённая Кандыба, в конце жизни жила с дочерью Натальей в Плисках, осталась жива при налёте грабителей[6].
  - Сын — Сергей (1872—?)
  - Сын — Александр (1875, Плиски, Киевская губерния — 1964, Нью-Хейвен), арахнолог, поэт и переводчик, в том числе русской поэзии на английский язык.
  - Дочь — Наталья Конисская (Петрункевич, ?—1922), вместе с мужем Александром Конисским, сыном А. Я. Конисского, убита грабителями в имении Наташино под Анапой[6].
  - Сын — Илья
  - Сын — Владимир
- Вторая жена (с 1882) — Анастасия Сергеевна в девичестве Мальцева (1850—1932), в первом браке за графом Владимиром Викторовичем Паниным (1842—1872). От этого брака дочь Софья Владимировна в замужестве Половцева (1871—1956).

## В художественной литературе
Предполагают, что В. Сирин (Набоков) вывел И. И. Петрункевича под фамилией Иоголевич в романе «Подвиг»: «Мартыну было больше всего жаль своеобразия покойного, действительно незаменимого, — его жестов, бороды, лепных морщин, неожиданной застенчивой улыбки, и пиджачной пуговицы, висевшей на нитке, и манеры всем языком лизнуть марку, прежде, чем ее налепить на конверте да хлопнуть по ней кулаком. Это было в каком-то смысле ценнее его общественных заслуг».